# Cellule mobile d'intervention chimique

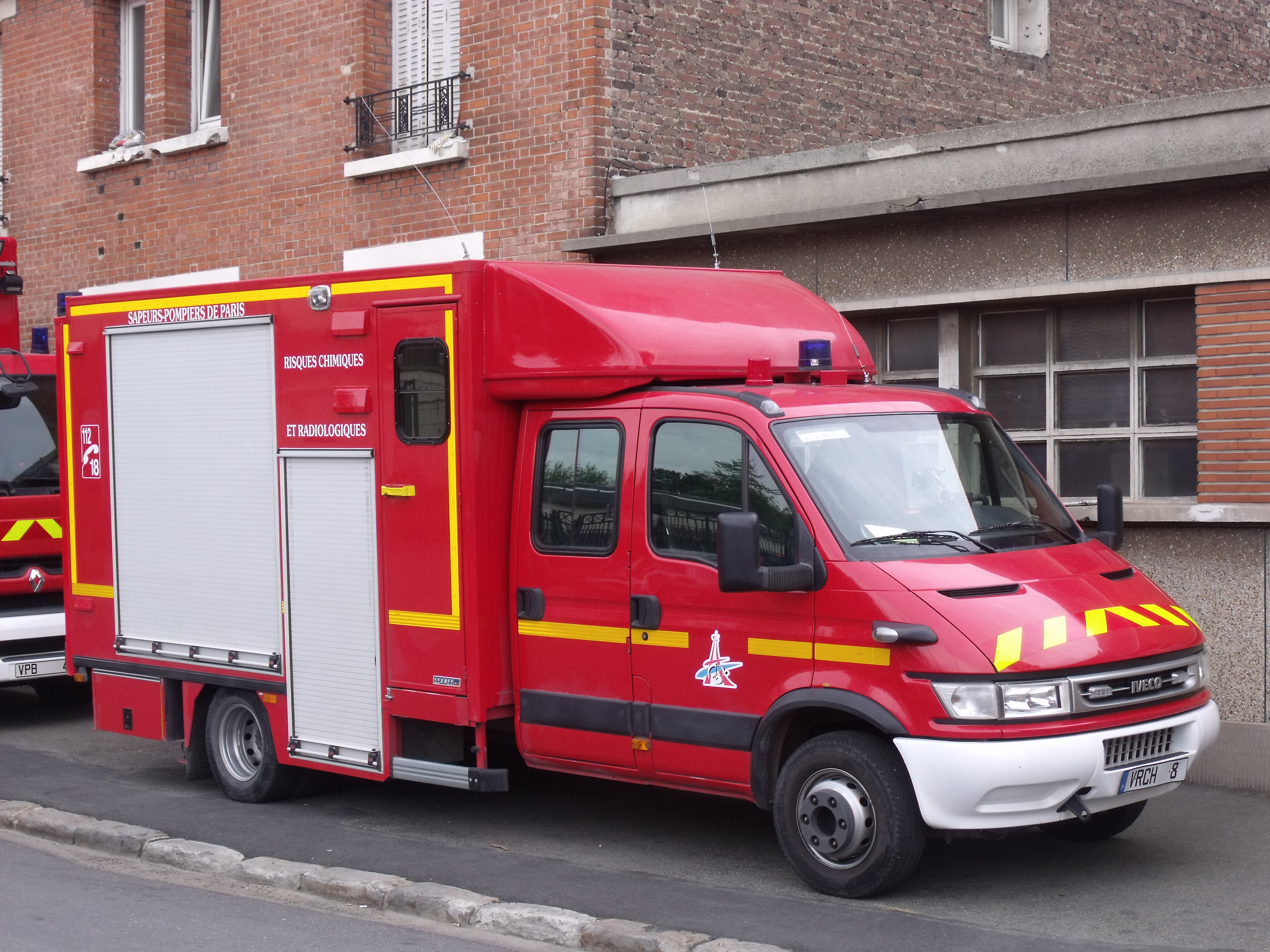
Véhicule VRCH8 de la Brigade des Sapeurs-Pompiers de Paris.

La cellule mobile d’intervention chimique, abrégée CMIC, est un véhicule d'intervention spécialisé des pompiers en Belgique et en France.

## Présentation
Dans la brigade de sapeurs-pompiers de Paris, les CMIC sont regroupées au sein du GDS, le groupement de soutien. Une de ces unités est installée dans un centre de secours spécifique implanté au port de Gennevilliers dans le département des Hauts-de-Seine. Ces véhicules sont désignés VRCH pour « Véhicule Radiologique et Chimique ». En 2012, ceux-ci étaient construits sur base de camionnette Iveco modèle 65C17.

## Historique
Les missions du CMIC en France ont été définies le 14 mai 1986, par le Ministre de l'Intérieur, quatre ans après la création des cellules mobiles d'intervention radiologique (CMIR).